# 竹田基起
竹田 基起（たけだ もとき、1984年9月14日 - ）は、名古屋テレビ放送（メ〜テレ）アナウンサー。大阪府堺市出身。

## 来歴
清教学園中学校・高等学校、明治大学文学部卒業。
小学4年生から野球を始め、中学3年生まで6年間プレーした。中学時代は野球と平行して、仲間とバンドを組んで練習をし、文化祭にも参加する。
高校時代はラグビー部に所属。2年生の時に、テレビを見ていた母から「アンタこういう仕事向いてんちゃう」と言われてアナウンサーを意識する。受験時期にアナウンサーの出身大学を調べると東京が多く、東京の大学を受験するが全て不合格となる。予備校に入学金を振り込もうとした日に、明治大学の追加合格の通知が来て入学する。
大学時代は、ラジオ（エフエム世田谷）のDJをしたり映像作品を撮ったりするアナウンス研究会のサークルに所属。そのサークルはスポーツ好きが多く、先輩と一緒にサークル内の草野球チーム（ラトラーズ）を作った。アナウンススクールはテレビ朝日アスクに通う。アナウンサー試験は東京、大阪、名古屋の局を受験。アナウンサー以外にウェディング業界や百貨店の応募も検討していたが、名古屋テレビ放送に内定する。
2007年4月、名古屋テレビ放送に入社。同期は堂野浩久・鈴木しおり。同期の中ではリポーター・ナレーター方面のポジションを多く担当している。
2010年頃から、中日ドラゴンズ関係の担当になることが増え、2010年11月2日の日本シリーズ第3戦では中日ベンチリポーターを担当した。2011年5月15日のスーパーベースボールでは実況を担当する(これまで、ドラゴンズ戦の全国ネット中継のリポーターやローカル中継の実況はほとんど佐藤裕二が担当していた)。同年11月19日の日本シリーズ第6戦でも中日サイドのリポートを担当。この試合は中日が勝利した為、勝利監督インタビューのインタビュアーも務めた。
2020年3月30日より『ドデスカ!』のメインキャスターを佐藤裕二より引き継いだ。
2024年3月、結婚していたことが報じられた。お相手について、名古屋テレビはFLASH（光文社）の取材に対し、中京テレビのアナウンサーである望月杏夏と回答している。

## 人物
- 趣味：読書[14][15]、映画[5]・音楽鑑賞
- 特技：なわとび（高校時代には4重跳びを跳んでいた）[16]
- 性格：小心者であると明かしている[14]。
- 好きな生き物：クラゲ[17]
- 家族：父、母[18]、妹（8歳下[19]）[20]

### エピソード
- 就職活動は、アナウンサーになりたくて試験を受け続けた。なかなか内定をもらうことができず、何度も諦めようとした。それでも、「もう一社、あと一社は頑張ろう」と自分を励ましながら受験して内定を得た。「あきらめなければ夢はかなう」という言葉を信じている[21]。
- 大学の卒業旅行は宮城県の松島に男友達と行った。幼少期に京都府の天橋立に行ったり、その後社会人になり再び天橋立、広島県の宮島へ行き日本三景を制覇している[22]。
- 目覚まし時計は4つ用意している[23]。
- 元旦は父方の実家、1月2日は母方の実家に行くのが恒例[24]。
- 髪は太くて直毛である。パーマをかけてもすぐに落ちてしまう[25]。
- 体型についてはぽっちゃりであることは本人が認めており、普段も動かず運動が好きではないという[10]。毎年ダイエットを目標に掲げているが、2024年には健康診断で体重が過去最高記録となる[26]。主幹4局が制作する「ご当地推しニュースGP 2024」にて口癖は「明日からダイエット」だということが判明した。

## 現在の担当番組
- ドデスカ!（エンタメ担当キャスター→ニュース担当キャスター→平日メインMC）
- メ〜テレNEWS
- スポーツ中継

## 過去の担当番組
- WAYAYAあはっ!（ナレーション）
- UP!（「食魂團」リポーター）
- スポケン!（ナレーション）

## 書籍
- 演劇界（2018年4月号、演劇出版社）エッセイを担当[27]